# 中央人民政府体育运动委员会
中央人民政府体育运动委员会是根据1949年9月27日中国人民政治协商会议第一届全体会议通过的《中华人民共和国中央人民政府组织法》第二十二条的规定，于1952年11月15日设置的一个部门。1952年11月15日，中央人民政府委员会第十九次会议通过《关于增设中央人民政府机构的决议》，决定为增强人民体质、开展体育工作，设置中央人民政府体育运动委员会。

## 职责权限
按照相关规定，中央人民政府体育运动委员会在政务院文化教育委员会的指导下展开工作。

## 机构设置
1953年2月27日, 中央人民政府人事部行文 (《中央人民政府人事部公文 (53) 中人二字第83号》) , 通知中央体委:“你委一九五三年编制, 经审查, 核定共编制239人, 计干部212人, 勤杂人员编制27人。”当时, 中央体委的全班人马就是从团中央调来的十几名干部, 由荣高棠、黄中担任体委的正、副秘书长。尚缺近200名干部。
1954年9月，中央人民政府体育运动委员会机关设：
- 办公厅
- 干部训练司
- 国际联络司
- 运动竞赛司
- 群众体育指导司
- 学校体育司
- 编审司
- 计划财务司
- 民族形式体育研究会

后又创建了北京体育学院、《体育报》、体育科研所等

## 组成人员
- 主任：贺龙
- 副主任：蔡廷锴
- 委员（1953年9月18日通过）：于北辰、马约翰、王纪元、韦慤、车向忱、田德民、刘子久、刘加林、刘斐、萧华、萧克、苏井观、陈沂、朋斯克、吴克坚、吴蕴瑞、杨成武、贺龙、荣高棠、徐英超、曾昭抡、曾震五、黄中、章泽、傅秋涛、蔡廷锴、蔡树藩